# Frank Dyson

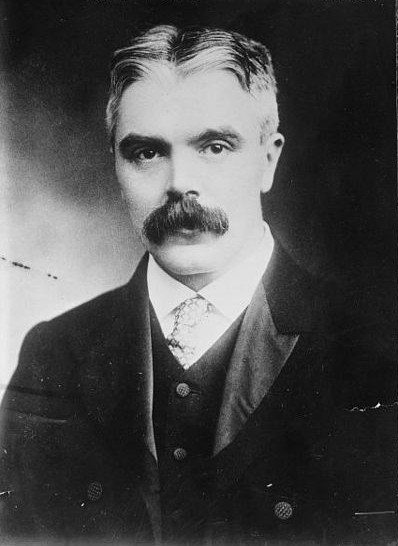
Frank Dyson

Sir Frank Watson Dyson (* 8. Januar 1868 in Measham bei Ashby-de-la-Zouch, Leicestershire, England; † 25. Mai 1939 auf See in der Nähe von Kapstadt) war ein englischer Astronom.

## Leben
Dyson lebte von 1894 bis 1906 in Blackheath, London. Er war von 1905 bis 1910 Regius Professor of Astronomy und Astronomer Royal for Scotland sowie von 1910 bis 1933 Astronomer Royal und gleichzeitig Direktor des Royal Greenwich Observatory. 1928 entwickelte er eine neue freipendelnde Uhr, wodurch die Zeitmessung auf dem Nullmeridian am Greenwich-Observatorium präziser wurde.
1915 wurde er zum Knight Bachelor geadelt und 1926 zum Knight Commander des Order of the British Empire (KBE) ernannt. 1901 wurde er als Fellow (Mitglied) in die Royal Society gewählt, die ihm 1921 die Royal Medal verlieh. 1922 wurde er mit der Bruce Medal und 1925 mit der Goldmedaille der Royal Astronomical Society ausgezeichnet. Seit 1906 war er Fellow der Royal Society of Edinburgh, seit 1914 korrespondierendes Mitglied der Académie des sciences in Paris und seit 1915 der Russischen Akademie der Wissenschaften in Sankt Petersburg. 1918 wurde er auswärtiges Mitglied der Accademia Nazionale dei Lincei in Rom, 1920 assoziiertes Mitglied der Académie royale des Sciences, des Lettres et des Beaux-Arts de Belgique und 1926 Mitglied der National Academy of Sciences.
Zu Ehren Dysons wurden der Dyson-Krater auf dem Mond sowie der Asteroid (1241) Dysona nach ihm benannt.